# Zabojnik György
Zabojnik György (Vígvár, 1608. – Korpona, 1672. május 12.) a Bányai evangélikus egyházkerület püspöke 1669-től haláláig.

## Élete
Tanulmányait Verbón, Császtán, Privigyén, Trencsénben végezte. Azután kántor, 1635-ben rektor, 1638 elején diakónus lett Privigyén, ahonnan 1647-ben Divékújfaluba vitték lelkésznek. 1656-tól Bozókon lelkészkedett, betöltve egyúttal a nagyhonti egyházmegye esperesi hivatalát is 1669-ig, amikor püspökké választotta a bányai egyházkerület. Az üldözések elkövetkeztével 1672-ben elűzték lelkészi állásából, amikor is Korponára vonult. 

## Műve
- Ima- és énekeskönyv (szlovákul, Lőcse, 1686.)